# Acupalpa rostrata
Acupalpa rostrata är en tvåvingeart som beskrevs av Krober 1912. Acupalpa rostrata ingår i släktet Acupalpa och familjen stilettflugor. Inga underarter finns listade i Catalogue of Life.